# 佐野市国際クリケット場
佐野市国際クリケット場（さのしこくさいクリケットじょう）は、栃木県佐野市に所在するクリケット場である。日本で初の国際規格のクリケットグラウンドをもつ。
日本クリケット協会の本部事務局が併設されており、国際試合も複数回行われている。

## 概要
2013年3月に閉校した栃木県立田沼高等学校の跡地を活用している。同校の閉校以前の2009年よりクリケットの国際試合が行われていたこともあり、2014年（平成26年）4月1日付で栃木県より佐野市が田沼高校跡地を無償で取得し旧田沼高校跡地利用方針を定めた。
2016年3月22日、佐野市議会において旧田沼高校運動場を佐野市国際クリケット場に改称し、日本初の国際規格に適合するクリケット場に整備するための条例が可決された。同年4月に佐野市国際クリケット場に改称。同年11月に第1回東アジアカップが韓国、中国、香港、日本の4ヶ国で開催された。2019年にはICC U19クリケット・ワールドカップ南アフリカ大会東アジア太平洋予選が行われた。
2018年（平成30年）3月、佐野市国際クリケット場竣工